# Queer Palm
La Queer Palm  (o Palma Queer) es un premio para películas seleccionadas en la categoría de cine gay o LGBT, que han sido consideradas lo suficientemente relevantes para ingresar al prestigioso Festival de cine de Cannes.

## Origen y desarrollo del premio
El premio fue creado en el año 2010 por el periodista Franck Finance-Madureira, y la Palma Queer está patrocinada por los cineastas franceses Olivier Ducastel y Jacques Martineau, realizadores de las películas Jeanne et le Garçon formidable, Drôle de Félix, Crustacés et Coquillages, L'Arbre et la Forêt, etc.

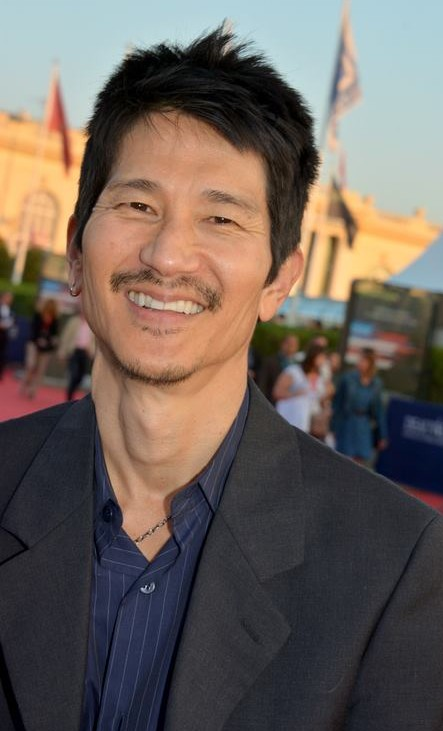
El director gay, Gregg Araki, primer galardonado con la Queer Palm

El premio reconoce a la película que, por su tratamiento de temas LGBT, sobresale sobre otras películas nominadas o inscritas en la Selección Oficial, en Un certain regard, en la Semana Internacional de la Crítica, en la Quincena de Directores o en la sección ACID.
Junto con el Premio Teddy de la Berlinale y el Queer Lion del Festival de Cine de Venecia, la Queer Palm se convierte en uno de los premios de cine internacional más importantes, dedicado al reconocimiento de las mejores películas de temática gay. 

## Ganadores y selecciones
| Año  | Ganador | Películas en concurso | Mejor cortometraje                                              | Jurados |
| ---- | --- | --- | --------------------------------------------------------------- | --- |
| 2010 | Kaboom de Gregg Araki (EE. UU., Francia) | | No otorgado                                                     | - Benedict Arnulf, director artístico de Love In & Out, Festival de cine gay y lésbico de Niza - Florence Ben Sadoun, directora editorial de First - Roman Coal, crítico de cine (Stubborn, Inrockuptibles) - Mike Goodridge, director del periódico Screen International - Xavier Leherpeur, crítico de cine, Studio Ciné Live, Canal + - Ivan Mitifiot, coordinador de Pantallas Mixtas, reencuentros de cine gay y lésbico de Lyon - Pascale Ourbih, presidente del "Festival Chéries-Cherish " - Brian Robinson, programador del Festival de cine gay y lésbico de Londres |
| 2011 | Belleza de Oliver Hermanus (Sudáfrica, Francia)                                                                                                  | - Palawan Destino de Auraeus Solito - Setas de Vimukthi Jayasundara - Niños de Hoy de Jérôme de Missolz - Declaration De Guerra por Valérie Donzelli - La piel que habito de Pedro Almodóvar - Mi Poca Princesa de Eva Ionesco - Belleza de Oliver Hermanus - Snowtown de Justin Kurzel - Paseo Fuera Renee de Jonathan Caouette - El Acantilado de Plata de Karim Aïnouz - Gatos viejos de Pedro Peirano y Sebastián Silva | No otorgado                                                     | - Elisabeth Quin, Paris Première, presidente del jurado - Thomas Abeltshauser, periodista alemán (Männer, Die Welt, WINQ) - Fred Arends, Festival Pantallas Rosas de Bruselas (Bélgica) - Esther Cuénot, Cinémarges Festival Bordeaux - Gérard Lefort, Liberation - Roberto Schinardi, Il Manifesto . Pride Gay.it (Italia) |
| 2012 | Laurence Anyways de Xavier Dolan (Canadá) | - Allende los Cerros de Cristian Mungiu - Motores santos deLeos Carax - Laurence Anyways de Xavier Dolan - Misterio de Lou Ye - Ai A Makoto de Takashi Miike - Les Invisibles de Sébastien Lifshitz - Control Atrás de Rachid Djaïdani - El Nosotros y el de Michel Gondry - El Paperboy (2012 película) de Lee Daniels - Augustine Por Alice Winocour - Allende las Paredes de David Lambert - Peddlers Por Vasan Bala - Noor de Çağla Zencirci y Guillaume Giovanetti | No es una Película de Cowboy de Benjamin Parent (Francia)       | - Julie Gayet, actriz y productora de televisión, Francia, presidente del jurado - Sam Ashby, editor y diseñador de afiches, Gran Bretaña, revista Little Joe - Jim Dobson, agente y director, U.S. Indie PR - Sarah Neal, jefe de programación del Festival de cine Queer de Brisbane, Australia - Frédéric Niolle, director asistente y periodista, Canal + Cinéma Première, Radio France - Moira Sullivan, conferencista universitario, crítico, director, en Estados Unidos y Suecia, Filmfestivals.com                                                                    |
| 2013 | El desconocido del lago de Alain Guiraudie (Francia)                                                                                             | - La vida de Adèle de Abdellatif Kechiche - Detrás del Candelabra de Steven Soderbergh - Sarah Prefiere Correr de Chloé Robichaud - Desconocido por el Lago de Alain Guiraudie - Me, Yo y Mamá de Guillaume Gallienne - Tú y la Noche de Yann Gonzalez - Opio de Arielle Dombasle - Bombay Talkies (Segmento: Ajeeb Dastaan Hai Yeh) por Karan Johar | No otorgado                                                     | - João Pedro Rodrigues, realizador cinematográfico portugués - Daniel Dreifuss - Annie Maurette - Nicolas Gilson - Michel Reilhac |
| 2014 | Orgullo por Matthew Warchus(Reino Unido) | - Mommy de Xavier Dolan - Laurent santo de Bertrand Bonello - Girlhood de Céline Sciamma - Amor al principio Lucha de Thomas Cailley - Orgullo de Matthew Warchus - Trallazo de Damien Chazelle - Una Chica en Mi Puerta de julio Jung - Chica de partido por Marie Amachoukeli, Claire Burger y Samuel Theis - Xenia de Panos H. Koutras - Faire: L'amor de Djinn Carrénard - Más oscuro Que Medianoche de Sebastiano Riso - Respire de Mélanie Laurent - Cuándo Sueño de Animales de Jonas Alexander Arnby | No otorgado                                                     | - Bruce La Bruce, película y escritor canadienses director (presidente) - Anna Margarita Albelo, directora de películas cubano-estadounidense - João Ferreira, director artístico portugués y programador de Queer Lisboa festival - Charlotte Lipinska, actriz y periodista franceses - Ricky Mastro, programador brasileño de Recifest festival de cine |
| 2015 | Carol Todd Haynes (Reino Unido, EE. UU.) Mención especial para: La Langosta de Yorgos Lanthimos (Irlanda, Reino Unido, Grecia, Francia, Holanda) | - Carol de Todd Haynes - Marguerite & Julien de Valérie Donzelli - La Langosta de Yorgos Lanthimos - Amy de Asif Kapadia - Amor de Gaspar Noé - Dopa de Rick Famuyiwa - Mucho Encantado de Nabil Ayouch - Mustang de Deniz Gamze Ergüven - Dos Amigos de Louis Garrel - El Wakhan Frente de Clément Cogitore - De l'ombre il y Un de Nathan Nicholovitch - Pauline de Emilie Brisavoine - La Vanité de Lionel Baier | Lost Queens de Ignacio Juricic Merillán (Chile)                 | - Desiree Akhavan, iraní, director de cine estadounidense (presidente) - Ava Cahen, periodista francés - Laëtitia Eïdo, actriz francesa - Elli Mastorou, periodista francés - Nadia Turincev, productor de cine rusa |
| 2016 | Las Vidas de Thérèse de Sébastien Lifshitz (Francia)                                                                                             | - Apnea de Jean-Christophe Meurisse - Acuarius de Kleber Mendonça Filho - Le Cancre de Paul Vecchiali - El Bailarín de Stéphanie Di Giusto - Divines de Houda Benyamina - Fiore de Claudio Giovannesi - El Handmaiden de Parque Chan-wook - El Demonio de Neón de Nicolas Winding Refn - Crudo de Julia Ducournau - Quedándose Vertical de Alain Guiraudie - Las Vidas de Thérèse de Sébastien Lifshitz - Willy 1er de Ludovic Boukherma, Zoran Boukherma, Marielle Gautier y Hugo P. Thomas | Gabber Lover de Anna Cazenave Cambet (Francia)                  | - Olivier Ducastel y Jacques Martineau, directores de cine franceses (presidentes) - Emilie Brisavoine, director de cine francesa y actriz - João Federici, director artístico brasileño de Festival MixBrasil - Marie Sauvion, crítica de cine francesa |
| 2017 | 120 latidos por minuto por Robin Campillo (Francia)                                                                                              | - Coby de Christian Sonderegger - Ellos de Anahita Ghazvinizadeh - Marlina El Asesino en Cuatro Actos de Mouly Surya - Nothingwood de Sonia Kronlund - 120 latidos por minuto por Robin Campillo - Años dorados de André Téchiné - Cómo para Hablar a Chicas en Partidos de John Cameron Mitchell | Islands de Yann Gonzalez (Francia)                              | - Travis Mathews, director de película estadounidense (presidente) - Yair Hochner, fundador y director artístico de TLVFest - Paz Lázaro, sección "Panorama" de la Berlinale - Lidia Leber Terki, Francia - Didier Roth-Bettoni, periodista e historiador del cine |
| 2018 | Girl por Lukas Dhont (Bélgica) | - L'Amor debout de Michaël Dacheux - El Ángel de Luis Ortega - Frontera por Ali Abbasi - Carmen y Lola de Arantxa Echevarria - Cassandro El Exotico! de Marie Losier - Diamantino de Gabriel Abrantes & Daniel Schmidt - Euforia de Valeria Golino - Chica de Lukas Dhont - El Harvesters por Etienne Kallos - Corazón + de cuchillo de Yann Gonzalez - Rafiki de Wanuri Kahiu - Savage de Camille Vidal-Naquet - Shéhérazade de Jean-Bernard Marlin - Ángel triste de Christophe Honoré - Whitney por Kevin Macdonald | El Huérfano de Carolina Markowicz (Brasil)                      | |
| 2019 | Retrato de una mujer en llamas por CélineSciamma (Francia)                                                                                       | - 5B de Dan Krauss - Adam de Maryam Touzani - Y Entonces Bailamos de Levan Semejantes - Bacurau de Kleber Mendonça Filho y Juliano Dornelles - Beanpole de Kantemir Balagov - Frankie por Ira Sachs - Libertad (Liberté) de Albert Serra - Indianara de Aude Chevalier-Beaumel y Marcelo Barbosa - Lux Æterna de Gaspar Noé - Matthias & Maxime de Xavier Dolan - Nina Wu de Midi Z - Oh Piedad! (Roubaix, une lumière) Por Arnaud Desplechin - Dolor y gloria de Pedro Almodóvar - Autoridad portuaria de Danielle Lessovitz - Rocketman de Diestro Fletcher - Tlamess de Ala Eddine Esbelto - Mereces un Amor (Tu mérites un amor) de Hafsia Herzi - Zombi Niño deBertrand Bonello | The Distance Between Us and the Sky de Vasilis Kekatos (Grecia) | - Virginie Ledoyen, actriz francesa, Presidente de Jurado - Claire Duguet, realizadora francesa - Kee-Yoon Kim, comediante francés - Filipe Matzembacher, realizador brasileño - Marcio Reolon, realizador brasileño |